# Hylaeamys acritus
Hylaeamys acritus trước đây có pháp danh là Oryzomys acritus là một loài động vật gặm nhấm trong nhóm chuột gạo Oryzomyini của họ chuột Cricetidae. Tên gọi của loài chuột này bắt nguồn từ tiếng Hy Lạp cổ đại là: ακριτος có nghĩa là sự 'bối rối, nghi ngờ', bởi vì nó có thể dễ dàng bị nhầm lẫn với các loài chuột khác như Hylaeamys megacephalus và Euryoryzomys nitidus.
Nó chỉ được biết đến từ mé đông bắc của đất nước Bolivia, phạm vi phân bố địa phương của nó nằm trong công viên Quốc gia Noel Kempff Mercado. Đây là loài gặm nhấm hoạt động trên mặt đất và được tìm thấy trong rừng nhiệt đới ẩm ướt đất thấp và đồng cỏ nhiệt đới. Nó có màu nâu đậm trên lưng còn má và hông thì có màu hổ phách, và đỉnh đầu là một màu tối. Lớp lông dài 9 mm ở giữa thân. Ngực lông giữa hai chân trước dày và dài 3 đến 4 mm. Màng bụng có màu xám ở đáy và màu trắng ở trên cùng.